# Трофимов, Олег Владимирович
Олег Владимирович Трофимов (19 марта 1980 г., Горький, Горьковская область, СССР) — российский учёный-экономист, доктор экономических наук, профессор. Ректор Национального исследовательского Нижегородского государственного университета им. Н. И. Лобачевского (с 2023 года).

## Биография
Родился 19 марта 1980 г. в городе Горьком (ныне — Нижний Новгород). В 2002 году с отличием окончил экономический факультет ННГУ по специальности «Экономика и управление на предприятии». В 2007 году получил второе высшее образование по специальности «Юриспруденция».
2014—2022 — заместитель директора ИЭП по научной работе, магистратуре, аспирантуре, заведующий кафедрой экономики предприятий и организаций в Институте экономики и предпринимательства ННГУ.
2021—2022 — директор Центра инновационного развития ННГУ.
2022—2023 — исполнительный директор Научно — образовательного центра Нижегородской области.
2 марта 2023 года назначен исполняющим обязанности ректора Нижегородского государственного университета имени Н. И. Лобачевского.
9 августа 2023 года избран председателем Нижегородского регионального отделения Российского общества «Знание».
28 декабря 2023 года утверждён в должности ректора Нижегородского государственного университета им. Н. И. Лобачевского.

## Награды и благодарности
- 2016 — Почетная грамота главы г. Нижнего Новгорода
- 2017 — Почетная грамота Министерства образования и науки Российской Федерации
- 2019 — Благодарственное письмо Законодательного собрания Нижегородской области
- 2019 — Медаль за заслуги в развитии профессии Института профессиональных бухгалтеров и аудиторов России
- 2019 — Благодарственное письмо Торгово-промышленной палаты Нижегородской области
- 2019 — Благодарственное письмо Нижегородской ассоциации промышленников и предпринимателей
- 2021 — Юбилейная медаль «В память 800-летия Нижнего Новгорода»
- 2023 — Медаль «За содействие донорскому движению»
- 2023 — Памятная медаль «50 лет Федеральной службе по техническому и экспортному контролю»
- 2024 — Юбилейная медаль Законодательного собрания Нижегородской области «30 лет Законодательному Собранию Нижегородской области»
- 2024 — Медаль «За содействие»
- 2024 — Почетное звание «Почетный работник науки и высоких технологий РФ»
- 2024 — Грамота к памятной медали «Всемирный фестиваль молодежи 2024 года»
- 2024 — Благодарственное письмо Совета Федерации Российской Федерации

## Научная деятельность
Областью научных интересов являются вопросы стратегического и антикризисного управления предприятиями и организациями, региональной экономики.
О. В. Трофимов является председателем диссертационного совета Д.24.2.340.10 по специальности Региональная и отраслевая экономика.
Входит в состав редакционных коллегий журналов, входящих в список ВАК РФ: «Российское предпринимательство», «Экономический анализ: теория и практика», «Вестник ННГУ. Серия Социальные науки», «Вестник Пермского государственного университета. Серия Экономика» «Вестник Поволжского государственного технологического университета. Серия Экономика и управление», «Наука. Инновации. Образование».
Количество опубликованных работ — 214. Количество опубликованных пособий — 32.